# عبد العزيز بلخادم
عبد العزيز بلخادم رجل سياسي جزائري ولد في: (8 نوفمبر 1945 -) ببلدية وادي مرة شمال ولاية الأغواط، هو رئيس الحكومة الجزائرية السابق وذلك منذ 24 مايو 2006 ولغاية 23 يونيو 2008.
عبد العزيز بلخادم يدعم البرلماني لولاية الجلفة البرلماني السابق سبع بولرباح

## وظائف ومناصب شغله
- 1972-1977: مدير فرعي للعلاقات الدولية برئاسة الجمهورية.
- 1977-1982: نائب في البرلمان (المجلس الشعبي الوطني) عن سوقر بولاية تيارت
- 1978-1982: مقرر لجنة التخطيط والمالية
- 1982-1987 : نائب في البرلمان (المجلس الشعبي الوطني) عن سوقر بولاية تيارت لعهدة ثانية.
- 1987-1992 : نائب في البرلمان (المجلس الشعبي الوطني) عن سوقر بولاية تيارت لعهدة ثالثة.
- 1987: رئيس لجنة التربية، التكوين والبحث العلمي.
- 1988-1990: نائب رئيس المجلس الشعبي الوطني (البرلمان).
- 1990-1991: رئيس المجلس الشعبي الوطني (البرلمان) ورئيس اتحاد البرلمانات العربي.
- 1991-1997: عضو المكتب السياسي لحزب جبهة التحرير الوطني.
- جويلية 2000: وزير دولة وزير الشؤون الخارجية.
- ماي 2005: وزير دولة، ممثل شخصي لرئيس الجمهورية.
- 2005: الأمين العام لحزب جبهة التحرير الوطني.
- 24 ماي 2006: رئيس الحكومة الجزائرية.
- 24 جوان 2008 : وزير الدولة، ممثل شخصي لرئيس الجمهورية.

ولد السيد عبد العزيز بلخادم الذي عينه رئيس الجمهورية السيد عبد العزيز بوتفليقة يوم الأربعاء 24/05/06 على رأس الحكومة الجديدة في 8 نوفمبر 1945 بآفلو (الأغواط).
و قد شغل بلخادم الحاصل على شهادة دراسات عليا منصب مفتش المالية لمدة ثلاث سنوات-1964-1967 قبل أن يخوض مشوارا مهنيا كأستاذ بين 68- 71
والتحق برئاسة الجمهورية ليشغل بين 1972 و1977 منصب نائب مدير العلاقات الدولية.
و في سنة 1977 انتخب السيد بلخادم نائبا في المجلس الشعبي الوطني عن حزب جبهة التحرير الوطني لولاية تيارت.
كما تم انتخابه مجددا في ذات المنصب لعدة المرات حيث كان مقررا للجنة «التخطيط والمالية» ثم رئيسا للجنة «التربية والتكوين والبحث العلمي».
ثم شغل السيد بلخادم من سنة 1988 إلى سنة 1990 منصب نائب رئيس المجلس الشعبي الوطني.
و عقب استقالة رابح بيطاط من رئاسة المجلس الشعبي الوطني تم تعيين السيد بلخادم على رأس هذه الهيئة إلى غاية حلاها سنة 1992.
كما كان عبد العزيز بلخادم عضوا في المكتب السياسي لحزب جبهة التحرير الوطني من 1991 إلى 1997.
وعند انتخاب السيد عبد العزيز بوتفليقة رئيسا للجمهورية سنة 1999 تم تعيين السيد بلخادم وزير دولة وزير الشؤون الخارجية في جويلية 2000.
و بعد أن جددت عهدته لعدة مرات في ذات المنصب (31 ماي 2001 17 جوان 2002 9 ماي 2003 و26 إفريل 2004) عين السيد بلخادم في الفاتح ماي 2005 وزيرا للدولة ممثلا شخصيا لرئيس الجمهورية.
السيد بلخادم الذي تولى مهام منسق للهيئة الانتقالية للتنسيق لحزب جبهة التحرير الوطني أنتخب في 2 فيفري 2005 أمينا عاما للهيئة التنفيذية لحزب جبهة التحرير الوطني في أعقاب أشغال المؤتمر الثامن الجامع لذات الحزب.

## وصلات خارجية
- عبد العزيز بلخادم على موقع الموسوعة البريطانية (الإنجليزية)
- عبد العزيز بلخادم على موقع مونزينجر (الألمانية)